# Fahnenmarsch

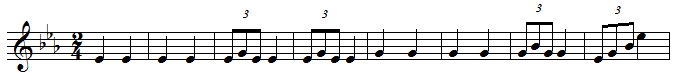
Heutige Fassung des Fahnenmarsches (Ordonnanz 1856)

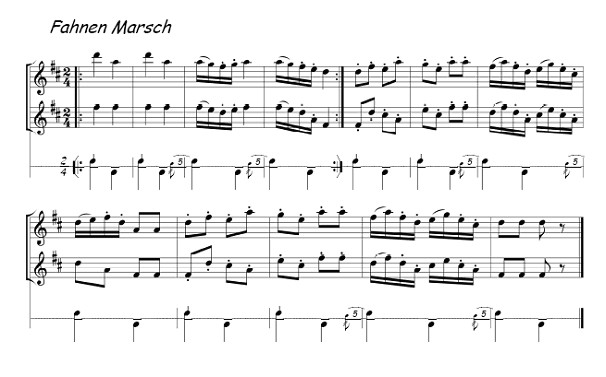
aus der eidg. Tambouren- und Pfeiferordonnanz 1819

aus der Batteries Helvetiques 1799

Der Fahnenmarsch der Schweizer Armee wird immer dann gespielt, wenn die Feldzeichen vor der Truppe entfaltet präsentiert werden, sowie bei allen übrigen Zeremonien, wie z. B. Staatsempfängen.
Bei Fahnenübernahmen und -abgaben zu Beginn und Ende eines Militärdienstes wird die Fahne jeweils unter Abspielen des Fahnenmarsches vor dem in Achtungsstellung stehenden Verband vorbeigetragen und vom Kommandanten gegrüsst.
Auch traditionelle Vereine wie Turn-, Schiess- und Musikvereine verwenden den Fahnenmarsch bei Fahnenübergaben. Erstmals erwähnt wurde die aktuelle Version in der Trompeter-Ordonnanz von 1856.

## Frühere Fassungen
Die Ordonnanz von 1799 (Batteries Helvetiques 1799) beinhaltet die erste Version des Fahnenmarsches. Die Trommelstimme zeigt bereits die Grundzüge des heutigen Fahnenmarsches auf. Die Pfeiferstimme ist nicht mehr vorhanden.
In der eidgenössischen Tambouren- und Pfeiferordonnanz von 1819 ist der Fahnenmarsch, gegenüber der Version von 1799, weiterentwickelt. Die Version 1819 wurde notiert und bis 1842 von Trommlern und Pfeifern bei den obgenannten Anlässen gespielt.